# 高名凯
高名凯（1911年3月28日—1965年1月3日），男，福州平潭人。中国语言学家，汉语语法学家，文学翻译家。

## 生平
1911年3月28日生于福建省平潭县苏澳区先进乡土库村。7岁入私塾读书，10岁入平潭开宗小学，12岁改入福州进德小学，13岁转入福州英华中学小学部。1925年考入英华中学。
1931年秋考入燕京大学哲学系，1935年毕业后升入燕大研究院哲学部学习。1937年受燕大派遣，赴法国巴黎大学攻读语言学博士学位，师从法国汉学家马伯乐。1939年8月赴柏林，后因二战爆发被困在德国。经过与比利时使馆交涉，9月12日到达布鲁塞尔，并借道返回法国。1940年5月以论文《汉语介词之真价值》获得文学博士学位。6月10日，即巴黎沦陷前四日乘法轮离开马赛启程回国。1941年初安全抵达北平，2月23日下午到达燕京大学，成为国文学系助教。
由于1952年全国高校院系调整，燕京大学中国文学系并入北京大学中文系。高名凯任北京大学中文系教授，兼语言教研室主任。据学生回忆，高名凯能看12种外语的参考书，用4种外语写作。
1955年起任中国人民政治协商会议北京市政协委员，1957年应邀赴波兰讲学并作文化访问。历任中国科学院语言研究所学术委员会委员，《中国语文》编委，民盟中央科技委员，民盟北京市委员兼文教委员会副主任等职。1958年，中国各高等院校发生“双反运动”，后期成为“拔白旗”运动。高名凯、王力等语言学术权威都遭到了批判。这些人认为，他的著作《普通语言学》表现出资产阶级的观点，大量地贩卖西欧资产阶级语言学者方德里耶斯和格拉蒙等人的货色。
1963年春开始前后三次住进北京医院。1964年10月后，病转亚急性肝萎缩，1965年1月3日因医治无效逝世。

## 著作
专著
| 名称                         | 出版社                       | 年份   |
| ---------------------------- | ---------------------------- | ------ |
| 《现代哲学》                 | 正中书局                     | 1936年 |
| 《汉语介词之真价值》         | 巴黎Rodstein书局             | 1940年 |
| 《汉语语法论》               | 上海开明书店                 | 1948年 |
| 《语言学概论》               | 合作，高等教育出版社         | 1955年 |
| 《语言与思维》               | 北京三联书店                 | 1956年 |
| 《福建人怎样说作通话》       | 与林杰合作，文化教育出版社   | 1956年 |
| 《现代汉语外来词研究》       | 与刘正埮合作，文字改革出版社 | 1957年 |
| 《鲁迅与现代汉语文学语言》   | 合作，文字改革出版社         | 1957年 |
| 《普通语言学（增订本）》     | 新知识出版社                 | 1957年 |
| 《语法理论》                 | 商务印书馆                   | 1960年 |
| 《语言风格与风格学问题选译》 | 科学出版社                   | 1960年 |
| 《英语常用词汇》             | 合作，商务印书馆             | 1961年 |
| 《语言论》                   | 科学出版社                   | 1963年 |

译著
- 索緒爾. . 汉译世界学术名著丛书·语言学. 商务印书馆. 1980年11月. ISBN 9787100020862.[註 2]
- 契科巴瓦. . 五十年代出版社. 1954年.
- 罗素. . 正中书局. 1948年.
- 巴尔扎克的作品[8]

## 家庭
家庭
- 父亲：高哲善（美以美教会牧师，1917年因食物中毒辞世）
- 母亲：郭氏
- 妻子：陈幼兰（法国里昂大学艺术史硕士，1961年5月11日因病去世）
- 长子：高倓（1941年11月出生，音乐教育家）
- 长女：高环
- 二女：高苏
- 小女：高熹（1949年2月出生）
- 长孙：高翔（小提琴家）